# Henri Smulders
Henricus Petrus Augustinus Johannes „Henri“ Smulders (* 20. August 1863 in ’s-Hertogenbosch; † 8. November 1933 in Paris, Frankreich) war ein niederländischer Segler.

## Erfolge

3 - 10 Tonnen-Klasse, Olympische Spiele 1900

Henri Smulders, der für den Koninklijke Nederlandsche Zeil- & Roeivereeniging (KNZ&RV) in Amsterdam segelte, nahm an den Olympischen Spielen 1900 in Paris teil, wo er in drei Wettbewerben antrat. In der gemeinsamen Wettfahrt gelang ihm keine Zieleinfahrt, während er in der Bootsklasse 3 bis 10 Tonnen zweimal die besten vier erreichte. Als Skipper der Yacht Mascotte erreichte er in der ersten Wettfahrt hinter Henri Gilardoni mit der Fémur den zweiten Platz, bei der zweiten Wettfahrt wurde er Vierter. Zur Crew zählten dabei jeweils Chris Hooijkaas und Arie van der Velden.
Smulders war Direktor der von seinem Vater gegründeten Werft und Maschinenfabrik A.F. Smulders. Diese wurde später in Werf Gusto umbenannt. Als er im Alter von 70 Jahren starb, war Smulders noch immer in hoher Anstellung beim Unternehmen.